# Abbeville Municipal Airport
Abbeville Municipal Airport is een luchthaven in de Amerikaanse stad Abbeville. De luchthaven beslaat een totale oppervlakte van 15 ha.